# يونس آيت عامر
بونشم ايمن (مواليد 31 جويلية 2003) هو لاعب كرة قدم جزائري يلعب في مركز جناح الايمن مع نادي شباب الذرعان  تحت 23 سنة في الدوري الجزائري تحت 23 سنة و‌المنتخب الجزائري تحت 23 سنة.